# Đảo Ba Bình
Đảo Ba Bình (tiếng Anh: Itu Aba Island; tiếng Filipino: Pulo ng Ligaw hoặc Ligao Island; tiếng Trung: 太平島; bính âm: Tàipíng dǎo; Hán-Việt: Thái Bình đảo) là một đảo san hô thuộc cụm Nam Yết của quần đảo Trường Sa trên biển Đông. Đảo này nằm cách đảo Sơn Ca 6,2 hải lý (11,5 km) về phía tây và cách đảo Nam Yết khoảng 11 hải lý (20,4 km) về phía đông bắc. Đây là đảo có diện tích tự nhiên lớn nhất của quần đảo Trường Sa.
Đảo Ba Bình là thực thể địa lý tranh chấp giữa Việt Nam, Đài Loan, Philippines và Trung Quốc. Hiện tại, Đài Loan đang duy trì sự kiểm soát đối với toàn bộ hòn đảo này.

## Đặc điểm
Theo Niên giám Đài Loan (1993) thì đảo này dài 1360 m, rộng 350 m, cao 3,8 m và có diện tích là 0,4896 km², trong khi nguồn tài liệu khác cho rằng đảo này chỉ cao hơn 2 m và có diện tích 0,443 km². Chu vi của đảo là 3,24 ÷ 4,09 km.

Đảo có nhiều nước ngọt, đất đai màu mỡ nên có nhiều loại cây như chuối, đu đủ, dừa.

Bản đồ đảo Ba Bình

## Tên gọi
Nhà sử học Nguyễn Nhã là người đặt tên Việt cho đảo này, lấy cảm hứng từ đoạn trích trong các tài liệu cổ như sách "Việt sử cương giám khảo lược":
Bãi cát dăng từ phía đông mà sang phía nam, chỗ nổi lên chỗ chìm xuống, không biết mấy nghìn dặm. Ở trong có vụng sâu, thuyền có thể đậu được. Trên bãi có nước ngọt. Chim biển có nhiều giống không biết tên. Có một cái miếu cổ, lợp ngói, biển ngạch khắc mấy chữ "Vạn lý ba bình", không biết dựng từ đời nào.— Nguyễn Thông (1827-1884), Việt sử cương giám khảo lược, quyển 4, 1877

Tài liệu xưa hơn nữa là vào tháng 6 âm lịch năm Ất Mùi niên hiệu Minh Mạng 16 (1835), Đại Nam thực lục chép rằng:
"Dựng đền thờ thần [ở đảo] Hoàng Sa thuộc Quảng Ngãi. Hoàng Sa ở hải phận Quảng Ngãi, có một chỗ nổi cồn cát trắng, cây cối xanh um, giữa cồn cát có giếng, phía tây nam có miếu cổ, có tấm bài khắc 4 chữ "Vạn lý ba bình 萬里波平" (cồn Bạch Sa [cát trắng] chu vi 1070 trượng, tên cũ là núi Phật Tự, bờ đông, tây, nam đều đá san hô thoai thoải uốn quanh mặt nước. Phía bắc, giáp với một cồn toàn đá san hô, sừng sững nổi lên, chu vi 340 trượng, cao 1 trượng 3 thước, ngang với cồn cát, gọi là Bàn Than thạch). Năm ngoái vua toan dựng miếu lập bia ở chỗ ấy, bỗng vì sóng gió không làm được. Đến đây, mới sai cai đội Thủy quân là Phạm Văn Nguyên đem lính thợ Giám thành cùng phu thuyền hai tỉnh Quảng Ngãi, Bình Định, chuyên chở vật liệu đến dựng miếu (cách tòa miếu cổ 7 trượng). Bên tả miếu dựng bia đá; phía trước miếu xây bình phong. Mươi ngày làm xong rồi về".
Có nhiều giai thoại liên quan đến tên quốc tế của Ba Bình. Học giả Vương Hồng Sển từng kể rằng trong hai tuần ở Đà Lạt với Jean Decoux, một vị chuyên gia Pháp đã trả lời thắc mắc của ông về lý do đặt tên đảo là Itu Aba như sau:
"Khi trước lựa tên đặt theo mật hiệu, có một thằng Tây nhè lựa danh từ trớ trêu "Chị Tư Chị Ba" là tên của hai người bồi của nó và vì nó đọc giọng Pháp Itu Aba mà thành danh luôn từ thuở".
Nguồn khác lại cho rằng tên Itu Aba xuất phát từ tiếng Mã Lai, nghĩa là "cái đó là gì?".
Trong quá khứ, Đế quốc Nhật Bản gọi đảo Ba Bình là Naga shima (長島 (Trường đảo) nghĩa là "đảo dài").

## Lịch sử
Ngày 21 tháng 12 năm 1933, thống đốc Nam Kỳ J. Krautheimer ký Nghị định số 4702-CP sáp nhập một số đảo chính và các đảo phụ thuộc trong quần đảo Trường Sa, trong đó có đảo Ba Bình, vào địa phận tỉnh Bà Rịa. Pháp cũng thiết lập tại đây một trạm khí tượng mang số hiệu 48.919 do Tổ chức Khí tượng Quốc tế (tiền thân của Tổ chức Khí tượng Thế giới) cấp phát.
Trong thời kỳ Chiến tranh thế giới thứ hai, quân đội Nhật Bản chiếm đảo làm căn cứ tàu ngầm và đặt dưới sự kiểm soát của bộ chỉ huy đóng tại Cao Hùng thuộc Đài Loan (thuộc địa của Nhật lúc bấy giờ). Tuy nhiên, Nhật Bản sau đó đã ký kết Hiệp ước San Francisco và chấp nhận từ bỏ mọi quyền đối với quần đảo Trường Sa (và Hoàng Sa) vào năm 1951.
Tháng 10 năm 1946, Pháp cho tàu chiến Chevreud đến đảo Trường Sa và Ba Bình, đồng thời dựng một mốc đánh dấu bằng đá tại đây. Đến ngày 12 tháng 12 năm 1946, lợi dụng danh nghĩa giải giáp tàn quân Nhật, Trung Hoa Dân quốc cho tàu chiến Thái Bình đem quân đổ bộ lên đảo Ba Bình. Sau đó, do thất bại trong cuộc nội chiến nên Trung Hoa Dân Quốc phải tháo chạy ra đảo Đài Loan đồng thời rút quân khỏi đảo Ba Bình vào năm 1950.
Năm 1947, Tomás Cloma cùng những người khác "khám phá" ra nhiều đảo không người thuộc biển Đông. Vì là một doanh nhân nên ông từng xem xét xây dựng nhà máy sản xuất nước đá và đồ hộp trên đảo Ba Bình. Ngày 15 tháng 5 năm 1956, Cloma ra văn bản tuyên bố quyền sở hữu đối với 33 "đảo" (có nơi ghi 53) nằm rải rác trên một vùng biển rộng 64.976 hải lý vuông. Biết được việc này, Đài Loan điều tàu đến Ba Bình. Thời điểm quân đội Đài Loan thực sự tái chiếm đảo Ba Bình chưa rõ ràng, bởi có rất nhiều thông tin khác nhau về thời điểm Đài Loan điều tàu đến đảo Ba Bình vào năm 1956 (ngày 20 tháng 5, tháng 7, tháng 9 hoặc tháng 10) và có nguồn tài liệu cho rằng từ năm 1971 thì Đài Loan mới thực sự đồn trú lâu dài trên đảo.
Ngày nay, đảo Ba Bình là một pháo đài với nhiều công sự phòng thủ kiên cố và có một đường băng cho phép máy bay vận tải C-130 Hercules lên xuống.

## Hình ảnh
| đảo Ba Bình bãi Bàn Than đảo Sơn Ca đá Núi Thị đá Én Đất đảo Nam Yết đá Lạc đá Ga Ven Đảo Ba Bình và các thực thể địa lý phụ cận (nguồn: NASA). Tài liệu hàng hải quốc tế gọi toàn thể rạn san hô vòng dạng hở này là bãi san hô Tizard (Tizard Bank). |